# Geschwister-Scholl-Schule Emsdetten
Die Geschwister-Scholl-Schule ist eine Realschule in Emsdetten, Kreis Steinfurt. An der Schule werden 283 Schüler in Koedukation unterrichtet (Schuljahr 2024/2025).

## Geschichte
Die Schule wurde am 7. September 1970 eröffnet. Architekt war K. Terhechte aus Greven. Namensgeber sind die Geschwister Hans und Sophie Scholl. Sie ist seit 1991 eine Ganztagsschule mit Schulverpflegung. 2003 wurde ein Um- und Ausbau der Geschwister-Scholl-Schule abgeschlossen, um vier Klassenzüge aufnehmen zu können.
Die Schule beteiligt sich ab der sechsten Klasse am Schulversuch „Erweiterter Französischunterricht“ und legt einen Schwerpunkt auf das Soziale Lernen. So gibt es verschiedene Aufklärungsthemen und ein Programm gegen Mobbing.

## Lehrerraumprinzip
Die Schule hat das Lehrerraumprinzip.

## Amoklauf in der Geschwister-Scholl-Schule
Am 20. November 2006 verletzte ein 18-jähriger ehemaliger Schüler (Sebastian B.) der Schule 12 Schüler, eine schwangere Lehrerin und den Hausmeister durch Schüsse aus Vorderladerwaffen und 22 weitere Personen durch Rauchbomben, anschließend tötete er sich selbst. Am Körper trug er Sprengfallen, die von der Polizei nach seinem Tod entschärft werden mussten, ebenso hatte er Bomben im Schulgebäude versteckt. Auch in seinem Fahrzeug und in der Garage am Wohnort des Täters fand die Polizei Sprengstoff.
Bereits zwei Jahre zuvor hatte der junge Mann in Internetforen um Hilfe angesucht und von seinem Vorhaben berichtet, welches er als letzten Ausweg sah. Als Gründe gab er im Abschiedsbrief an, dass er von seinen Mitschülern und Lehrern schikaniert worden sei und keinen sozialen Anschluss zu anderen Menschen gefunden habe. Der Abschiedsbrief wurde teilweise in stark veränderter Form in den Medien veröffentlicht. Die Tat löste eine erneute Diskussion aus, ob Videospiele die Gewalt an Schulen fördern.